# Публий Сулпиций Руф
Публий Сулпиций Руф (на латински: Publius Sulpicius Rufus; * 121 пр.н.е.; † 88 пр.н.е.) е оратор и политик на Римската република.

## Биография
Произлиза от патрицианската фамилия Сулпиции. По времето на гражданската война той е легат през 89 пр.н.е. на Гней Помпей Страбон и народен трибун през 88 пр.н.е.
Той е в кръга на оптиматите заедно с Марк Емилий Скавър и приятел с Квинт Помпей Руф. След гражданската война се включва вероятно към плебеите, за да кандитира за народен трибун. Съставя четири закона за реформи. Работи заедно с Гай Марий.
Убит е от войниците на Сула в една вила в Лаурентум. Главата му е поставена на Римски форум.